# Синхронное плавание на Европейских играх 2015
Соревнования по синхронному плаванию на Европейских играх 2015 пройдут в столице Азербайджана, в городе Баку. 

## Календарь
| ЦО | Церемония открытия | ● | Квалификации | 2 | Финалы соревнований | ЦЗ | Церемония закрытия |

| Июнь                | Июнь                | 12 Пт | 13 Сб | 14 Вс | 15 Пн | 16 Вт | 17 Ср | 18 Чт | 19 Пт | 20 Сб | 21 Вс | 22 Пн | 23 Вт | 24 Ср | 25 Чт | 26 Пт | 27 Сб | 28 Вс | Медали |
| ------------------- | ------------------- | ----- | ----- | ----- | ----- | ----- | ----- | ----- | ----- | ----- | ----- | ----- | ----- | ----- | ----- | ----- | ----- | ----- | ------ |
| Синхронное плавание | Синхронное плавание | ●     | ●     | ●     | 2     | 2     |       |       |       |       |       |       |       |       |       |       |       |       | 4      |

## Медали
| Дисциплина | Золото | Серебро | Бронза |
| ---------- | --- | --- | --- |
| Соло       | Анисия Неборако Россия | Берта Феррерас Санс Испания | Анна-Мария Александри Австрия |
| Дуэты      | Россия · Валерия Филенкова · Дарья Кулагина | Австрия · Анна-Мария Александри · Эйрини-Мария Александри | Украина · Яна Нарежная · Елизавета Яхно |
| Группы     | Россия · Валерия Филенкова · Майя Гурбанбердиева · Вероника Калинина · Дарья Кулагина · Анна Ларкина · Анисия Неборако · Мария Немчинова · Мария Салмина · Анастасия Архиповская · Елизавета Овчинникова | Испания · Хулиа Эчеберия Эскивель · Берта Феррерас Санс · Элена Хаума Льуч · Кармен Хуарес Кампос · Эмилия Лубославова Бонева · Ракель Эстефания Наварро Фернандес · Итсиар Санчес Гуардамино Кантон · Ирена Толедано Кармело · Сара Салданьа Лопес · Лидия Вигара Родриго | Украина · Валерия Апрелева · Валерия Бережная · Вероника Гришко · Яна Нарежная · Алина Шинкаренко · Екатерина Ткачёва · Елизавета Яхно · Анна Есипова |
| Комбинация | Россия · Валерия Филенкова · Майя Гурбанбердиева · Вероника Калинина · Дарья Кулагина · Анна Ларкина · Анисия Неборако · Мария Немчинова · Мария Салмина · Анастасия Архиповская · Елизавета Овчинникова | Испания · Хулиа Эчеберия Эскивель · Берта Феррерас Санс · Элена Хаума Льуч · Кармен Хуарес Кампос · Эмилия Лубославова Бонева · Ракель Эстефания Наварро Фернандес · Итсиар Санчес Гуардамино Кантон · Ирена Толедано Кармело · Сара Салданьа Лопес · Лидия Вигара Родриго | Украина · Валерия Апрелева · Валерия Бережная · Вероника Гришко · Яна Нарежная · Алина Шинкаренко · Екатерина Ткачёва · Елизавета Яхно · Анна Есипова |